# It's My Life Tour
De It's My Life Tour was een tournee van de Britse band Tin Machine, met David Bowie als leadzanger. De tournee opende na twee opwarmshows, één show voor de pers en drie shows voor de ruilhandel. De tournee duurde langer dan de voorgaande Tin Machine Tour, maar de band speelde nog steeds in kleinere zalen met niet meer dan een paar duizend plaatsen.
De shows in Boston, Chicago, New York, Sapporo en Tokio werden opgenomen en geselecteerde nummers werden in 1992 uitgebracht op het livealbum Tin Machine Live: Oy Vey, Baby.

## Personeel
- David Bowie: zang, gitaar, alt- en tenorsaxofoon
- Reeves Gabrels: leadgitaar, zang
- Tony Sales: basgitaar, zang
- Hunt Sales: drums, zang
- Eric Schermerhorn: slaggitaar, zang

## Tourdata
| Datum             | Stad                   | Land             | Locatie                    |
| Opwarmshows       | Opwarmshows            | Opwarmshows      | Opwarmshows                |
| ----------------- | ---------------------- | ---------------- | -------------------------- |
| 16 augustus 1991  | Dublin                 | Ierland          | The Baggot Inn             |
| 19 augustus 1991  | Dublin                 | Ierland          | The Waterfront             |
| Persshow          |                        |                  |                            |
| 1 september 1991  | Los Angeles            | Verenigde Staten | Rockit Cargo @ LAX Airport |
| Handelruilshows   |                        |                  |                            |
| 7 september 1991  | Minneapolis, Minnesota | Verenigde Staten | Marriott                   |
| 10 september 1991 | Los Angeles            | Verenigde Staten | Marriott                   |
| 12 september 1991 | San Francisco          | Verenigde Staten | Slim's                     |
| Europa            |                        |                  |                            |
| 5 oktober 1991    | Milaan                 | Italië           | Teatro Smeraldo            |
| 6 oktober 1991    | Milaan                 | Italië           | Teatro Smeraldo            |
| 8 oktober 1991    | Florence               | Italië           | Palazzetto Dello Sport     |
| 9 oktober 1991    | Rome                   | Italië           | Teatro Brancaccio          |
| 10 oktober 1991   | Rome                   | Italië           | Teatro Brancaccio          |
| 12 oktober 1991   | München                | Duitsland        | Circus Krone               |
| 14 oktober 1991   | Offenbach              | Duitsland        | Stadthalle                 |
| 15 oktober 1991   | Stuttgart              | Duitsland        | Forum                      |
| 17 oktober 1991   | Berlijn                | Duitsland        | Neue Welt                  |
| 19 oktober 1991   | Kopenhagen             | Denemarken       | Falkoner Teatret           |
| 21 oktober 1991   | Stockholm              | Zweden           | Circus                     |
| 22 oktober 1991   | Oslo                   | Noorwegen        | Oslo Konserthus            |
| 24 oktober 1991   | Hamburg                | Duitsland        | Docks                      |
| 25 oktober 1991   | Hannover               | Duitsland        | Music Hall                 |
| 26 oktober 1991   | Keulen                 | Duitsland        | E-Werk                     |
| 28 oktober 1991   | Utrecht                | Nederland        | Muziekcentrum Vredenburg   |
| 29 oktober 1991   | Parijs                 | Frankrijk        | Olympia                    |
| 30 oktober 1991   | Parijs                 | Frankrijk        | Le Zénith                  |
| 31 oktober 1991   | Brussel                | België           | Ancienne Belgique          |
| 2 november 1991   | Wolverhampton          | Engeland         | Civic Hall                 |
| 3 november 1991   | Manchester             | Engeland         | International 2            |
| 5 november 1991   | Newcastle upon Tyne    | Engeland         | Mayfair                    |
| 6 november 1991   | Liverpool              | Engeland         | Royal Court                |
| 7 november 1991   | Glasgow                | Schotland        | Barrowlands                |
| 9 november 1991   | Cambridge              | Engeland         | Corn Exchange              |
| 10 november 1991  | Brixton                | Engeland         | Brixton Academy            |
| 11 november 1991  | Brixton                | Engeland         | Brixton Academy            |
| Noord-Amerika     |                        |                  |                            |
| 15 november 1991  | Philadelphia           | Verenigde Staten | Tower Theater              |
| 16 november 1991  | Washington D.C.        | Verenigde Staten | The Citadel                |
| 17 november 1991  | Philadelphia           | Verenigde Staten | Tower Theater              |
| 19 november 1991  | New Haven              | Verenigde Staten | Toad's Place               |
| 20 november 1991  | Boston                 | Verenigde Staten | Orpheum Theater            |
| 24 november 1991  | Providence             | Verenigde Staten | New Campus Club            |
| 25 november 1991  | New Britain            | Verenigde Staten | The Sting                  |
| 27 november 1991  | New York               | Verenigde Staten | The Academy                |
| 29 november 1991  | New York               | Verenigde Staten | The Academy                |
| 1 december 1991   | Montreal               | Canada           | La Brique                  |
| 2 december 1991   | Montreal               | Canada           | La Brique                  |
| 3 december 1991   | Toronto                | Canada           | The Concert Hall           |
| 4 december 1991   | Detroit                | Verenigde Staten | Clubland                   |
| 6 december 1991   | Cleveland              | Verenigde Staten | Agora Metropolitan         |
| 7 december 1991   | Chicago                | Verenigde Staten | Riviera Theatre            |
| 9 december 1991   | Dallas                 | Verenigde Staten | Bronco Bowl                |
| 10 december 1991  | Houston                | Verenigde Staten | Back Alley                 |
| 12 december 1991  | Hollywood              | Verenigde Staten | Hollywood Palladium        |
| 14 december 1991  | San Diego              | Verenigde Staten | Spreckels Theater          |
| 15 december 1991  | San Diego              | Verenigde Staten | Spreckels Theater          |
| 17 december 1991  | San Francisco          | Verenigde Staten | The Warfield               |
| 18 december 1991  | San Francisco          | Verenigde Staten | The Warfield               |
| 20 december 1991  | Seattle                | Verenigde Staten | Paramount Theatre          |
| 21 december 1991  | Vancouver              | Canada           | Commodore Ballroom         |
| Azië              |                        |                  |                            |
| 29 januari 1992   | Kioto                  | Japan            | Kaikan Dai Ichi Hall       |
| 30 januari 1992   | Osaka                  | Japan            | Festival Hall              |
| 31 januari 1992   | Osaka                  | Japan            | Festival Hall              |
| 2 februari 1992   | Fukuoka                | Japan            | Kyusyu Kouseinenkin Kaikan |
| 3 februari 1992   | Hiroshima              | Japan            | Kouseinenkin Kaikan        |
| 5 februari 1992   | Tokio                  | Japan            | NHK Hall                   |
| 6 februari 1992   | Tokio                  | Japan            | NHK Hall                   |
| 7 februari 1992   | Yokohama               | Japan            | Bunka Taiikukan            |
| 10 februari 1992  | Sapporo                | Japan            | Kouseinenkin Kaikan        |
| 11 februari 1992  | Sapporo                | Japan            | Kouseinenkin Kaikan        |
| 13 februari 1992  | Sendai                 | Japan            | Sunplaza Hall              |
| 14 februari 1992  | Omiya                  | Japan            | Soniku City Hall           |
| 17 februari 1992  | Tokio                  | Japan            | Budokan Hall               |

## Gespeelde nummers
Van Tin Machine (1989)
- "Heaven's in Here"
- "Tin Machine"
- "Crack City"
- "I Can't Read"
- "Under the God"
- "Amazing"
- "Bus Stop"
- "Pretty Thing"
- "Sacrifice Yourself"
- "Baby Can Dance"

Van Tin Machine II (1991)
- "Baby Universal"
- "One Shot"
- "You Belong in Rock n' Roll"
- "If There Is Something" (oorspronkelijk van Roxy Music)
- "Amlapura"
- "Betty Wrong"
- "You Can't Talk"
- "Stateside"
- "Shopping for Girls"
- "A Big Hurt"
- "Sorry"
- "Goodbye Mr. Ed"

Van Black Tie White Noise (1993)
- "I Feel Free" (oorspronkelijk van Cream)

Van Heathen (2002)
- "I've Been Waiting for You" (oorspronkelijk van Neil Young)

Overige nummers
- "April in Paris" (oorspronkelijk van de musical Walk a Little Faster)
- "Baby, Please Don't Go" (oorspronkelijk van Big Joe Williams)
- "Debaser" (oorspronkelijk van Pixies)
- "Don't Start Me Talkin'" (oorspronkelijk van Sonny Boy Williamson II)
- "Dream On Little Dreamer" (oorspronkelijk van Perry Como)
- "Fever" (oorspronkelijk van Little Willie John)
- "Go Now!" (oorspronkelijk van Bessie Banks; later bekend gemaakt door The Moody Blues)
- "A Hard Rain's a-Gonna Fall" (oorspronkelijk van Bob Dylan)
- "I'm a King Bee" (oorspronkelijk van Slim Harpo)
- "I'm Waiting for the Man" (oorspronkelijk van The Velvet Underground)
- "In Every Dream Home a Heartache" (oorspronkelijk van Roxy Music)
- "My Death" (oorspronkelijk van Jacques Brel)
- "Shakin' All Over" (oorspronkelijk van Johnny Kidd and the Pirates)
- "Somewhere" (oorspronkelijk van de musical West Side Story)
- "Throwaway" (oorspronkelijk van Mick Jagger)
- "Wild Thing" (oorspronkelijk van The Wild Ones; later bekend gemaakt door The Troggs)
- "(You Caught Me) Smilin'" (oorspronkelijk van Sly & the Family Stone)
- "You Must Have Been a Beautiful Baby" (oorspronkelijk van de soundtrack voor de film Hard to Get)